# Sabena Maintenance International
Die Sabena Maintenance International GmbH (zuvor Lufthansa Technik Maintenance International GmbH) ist ein luftfahrttechnischer Betrieb mit Sitz am Flughafen Frankfurt Main.
Am 1. Januar 2009 wurde die Condor/Cargo Technik mit einem Teil des externen Kundengeschäfts aus dem Bereich der Flugzeugwartung der Lufthansa Technik zur Lufthansa Technik Maintenance International GmbH (LTMI) verschmolzen.
Die Kundenbasis der Condor/Cargo Technik hat sich um die Rampenversorgung anderer Kunden am Flughafen Frankfurt erweitert. Ebenso die Line Maintenance für die Lufthansa auf Auslandsstationen und die Kundenbetreuung im Ausland für die Boeing 737 und Airbus A320.
Basis ist das von der Condor/Cargo Technik übernommene Geschäft mit den Flugzeugmustern Boeing 757, Boeing 767 und MD-11 für Wartungs- und Instandhaltungsarbeiten vom Daily Check über A-Checks bis einschließlich C-Checks sowie kurzfristige AOG-Einsätze (Aircraft-On-Ground-Einsätze).
In Zukunft sollen die Lufthansa-Konzern externen Line-Maintenance-Kunden der Lufthansa Technik in Frankfurt von der LTMI bearbeitet werden. Im ersten Schritt werden dies Flugzeuge der Typen A330 und A340 sein.
Die LTMI wurde am 1. Juni 2022 an Sabena Aerospace verkauft und firmiert nun unter dem Namen Sabena Maintenance International GmbH.